# Nanchino
Nanchino (AFI: /nanˈkino/; in cinese 南京S, NánjīngP, Nan-chingW, lett. "capitale [京, jīng] del sud [南, nán]") è una città della Cina orientale, capoluogo della provincia dello Jiangsu, molto rilevante nel contesto della storia e della cultura nazionale, essendo stata, per lungo tempo, la capitale della Cina. La costituzione della Repubblica di Cina (da non confondere con la Repubblica Popolare Cinese) la rivendica tuttora come capitale.
Situata nei pressi del bacino di drenaggio del Fiume Azzurro e nella zona economica del delta, Nanchino è da millenni una delle più importanti città cinesi. È stata riconosciuta come una delle quattro grandi antiche capitali della Cina. Fu capitale del Regno Wu durante il periodo dei Tre Regni. La città è anche una delle 15 località sub-provinciali della Repubblica Popolare Cinese, godendo di autonomia politica ed economica seconda solo a quella della provincia. Nanchino è un importantissimo centro nell'educazione, nella ricerca, nei trasporti, e nel turismo. La città ha ospitato i II Giochi olimpici giovanili estivi.
Con una popolazione urbana di oltre 8 milioni di abitanti (2010), Nanchino è il secondo polo commerciale della Cina orientale dopo Shanghai. È stata classificata seconda tra le "città con il maggior sviluppo sostenibile" secondo uno studio redatto dall'Istituto nazionale di statistica della Cina, e seconda tra le città con maggior sviluppo sostenibile potenziale del delta del Fiume Azzurro. Ha anche vinto il premio d'onore della Cina e il premio d'onore delle Nazioni Unite.

## Geografia fisica

### Territorio
Nanchino, con un'area totale di 6 598 km², è posizionata in una delle più importanti zone economiche della Cina, il delta del Fiume Azzurro, parte del bacino di drenaggio del Fiume Azzurro. Il fiume attraversa la parte nordoccidentale di Nanchino, mentre il Qinhuai scorre a sud e ad est. La città si trova a 300 km a nord-ovest di Shanghai, 1 200 km a sud-est di Pechino, e a 1 400 km a nord-est di Chongqing.
Confina con Yangzhou a nord-est, prima città che si incontra se si prosegue lungo la riva nord del Fiume Azzurro, Zhenjiang a est, proseguendo lungo la riva sud del Fiume Azzurro, e con Changzhou a sud-est. Il suo confine occidentale è la provincia di Anhui, dove Nanchino confina con cinque città-prefettura.
Il sottosuolo di Nanchino è ricco di una grande varietà di risorse naturali, con più di 40 tipi di minerali. Il ferro e lo zolfo costituiscono il 40% delle riserve della provincia dello Jiangsu. Le riserve di stronzio sono le più grandi sia dell'Asia orientale che di quella sudorientale. Possiede inoltre abbondanti riserve d'acqua, provenienti sia dal Fiume Azzurro che dalle falde acquifere nel sottosuolo. Vi sono inoltre diversi stabilimenti geotermici, come quello di Tangshan a Jiangning e l'impianto geotermico di Tangquan a Pukou.
A Nanchino si trova l'intersezione tra il Fiume Azzurro e la ferrovia Nanchino-Pechino, ricevendo per questo il nome di "Porta tra l'est e l'ovest, passaggio tra il nord e il sud". Inoltre, la parte occidentale dell'altopiano di Ningzhen è a Nanchino. La grande Montagna Zhong si trova ad est della città, mentre la Montagna di Pietra, simile ad una tigre, è situata ad ovest. Le loro forme ricordano, rispettivamente, "un drago piegato" e, appunto, "una tigre abbassata". Sun Yat-sen parlò di Nanchino come dello "schema costruttivo del nostro paese", e dichiarando che "la posizione di Nanchino è perfetta perché ci sono sia montagne, che laghi e pianure. È difficile trovare un'altra città come questa".
Circondata dal Fiume Azzurro e dalle montagne, Nanchino gode di magnifici panorami naturali. I laghi naturali, tra cui lo Xuanwu e il Mochou, sono posizionati nel centro della città e facilmente accessibili al pubblico, insieme alle colline come la Montagna Viola (Zijin Shan), coperte da sempreverdi e abeti e ospitanti vari siti culturali e storici. Sun Quan spostò la capitale qui grazie ad un consiglio di Liu Bei, rimasto impressionato dalla straordinaria posizione geografica della città. Sun Quan, poco dopo, rinominò la città da Moling (秣陵) a Jianye (建邺).

### Clima
Nanchino possiede un clima subtropicale umido (Köppen Cfa) e si trova sotto l'influenza dei monsoni dell'Asia orientale. Le quattro stagioni nella città si distinguono molto chiaramente, con estati calde e secche, inverni freddi, e primavere e autunni equilibrati. Insieme a Wuhan e a Chongqing, Nanchino fa tradizionalmente parte delle cosiddette "tre città fornace" situate lungo il Fiume Azzurro, a causa delle elevate temperature estive.
Il periodo tra la metà di giugno e la fine di luglio viene definito meiyu, o stagione piovosa, durante il quale nella città si alternano periodi di piogge a periodi di sereno. I tifoni non sono molto comuni, ma possibili tra la fine dell'estate e l'inizio dell'autunno. La temperatura media annuale è di 15,5 °C. La più alta temperatura registrata è di 43,0 °C, e la più bassa è di −16,9 °C. I giorni piovosi mediamente sono 115 all'anno e la precipitazione media è di 1062 mm.

## Storia

### Origini

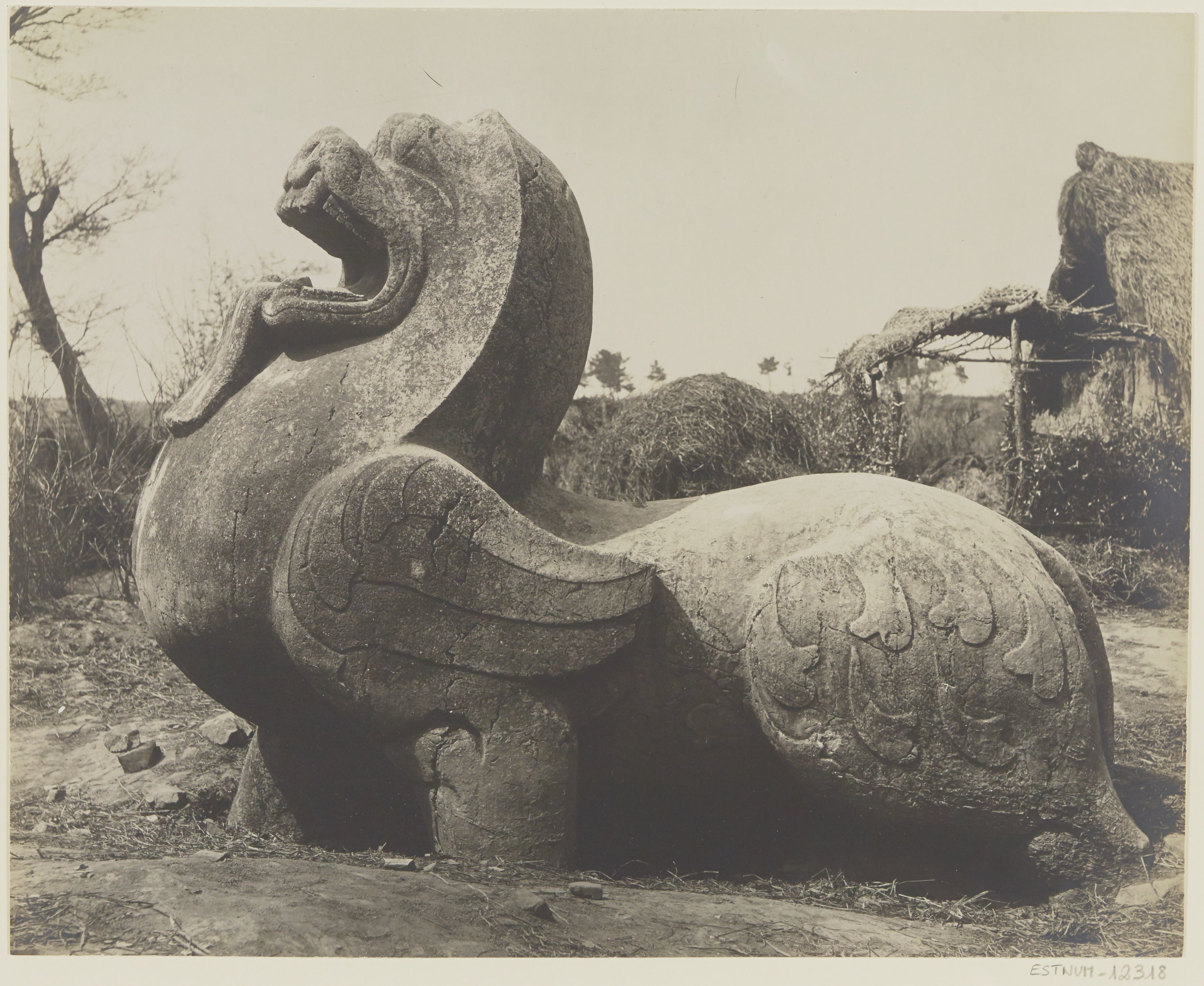
Una scultura bixie nella tomba di Xiao Xiu (518 d.C.)

È una delle città più antiche fra quelle della Cina odierna. Secondo la leggenda, Fu Chai, signore dello Stato di Wu, fondò, nel 495 a.C., un forte chiamato Yecheng situato nell'attuale area di Nanchino. Nel 473 a.C., lo Stato di Yue conquistò Wu per cui venne costruito il forte di Yuecheng vicino all'odierno cancello di Zhonghua. Nel 333 a.C., dopo aver eliminato lo Stato di Yue, lo Stato di Chu costruì il Jinling Yi nella parte occidentale della città odierna. Sotto la dinastia Qin e la dinastia Han, la città venne chiamata Moling.

### Capitale delle sei dinastie
Nanchino diventò capitale nel 229 d.C., quando Sun Quan, re di Wu, durante il periodo dei tre regni ricollocò la sua capitale a Jianye. Conquistata nel 280 da parte della dinastia Jìn Occidentale, Nanchino e i centri vicini si trasformarono in un centro commerciale culturale e politico sotto la Dinastia Wu Orientale. Nei secoli successivi, la città giocherà un ruolo chiave nella storia della Cina.
Poco dopo l'unificazione, lo Stato dei Jin occidentali, a causa della guerra fu sconfitto. Prima subì l'attacco dei ribelli degli otto principi Jin, ed in seguito si sottomise all'invasione degli Xiongnu e di altri popoli nomadi che eliminarono il dominio dei Jin nel nord. Nel 317, alcuni sopravvissuti della dinastia Jìn, principalmente nobili e famiglie ricche, arrivarono dal Nord e ristabilirono lo Stato di Jin a Nanchino, da loro chiamata Jiankang.
Durante il periodo della divisione nord-sud, la città venne considerata, per più di due secoli e mezzo, capitale delle dinastie del sud. Durante questo periodo, fu polo commerciale dell'Asia orientale, una delle più grandi città del mondo. Basandoci su documenti storici, gli abitanti registrati erano 280.000.
Alcune statue cerimoniali dell'era, erette sulle tombe di dignitari e militari, sono sopravvissute (in vari stati gradi di preservazione) nei sobborghi orientali e nordorientali, specialmente nel distretto di Qixia e di Jiangning. Le meglio conservate sono quelle della tomba di Xiao Xiu (475–518), uno dei fratelli dell'imperatore Wu di Liang. Con la dinastia Sui la Cina venne riunificata e l'intera città fu distrutta, diventando una piccola città.

### Periodo medievale

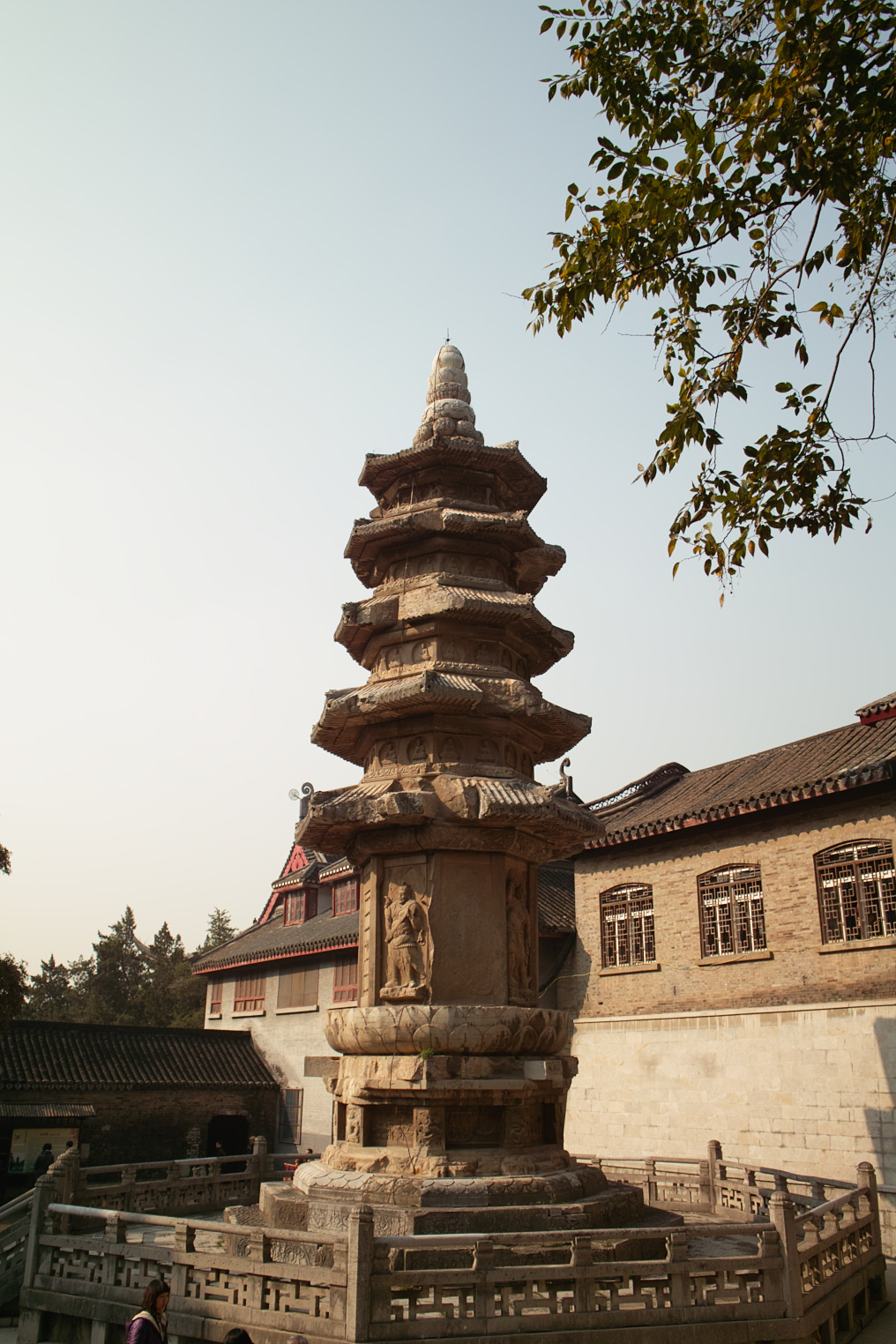
La pagoda Śarīra nel tempio di Qixia. Fu costruita nel 601 e ricostruita nel X secolo.

La città di Nanchino fu rasa al suolo appena dopo che i Sui presero il controllo. Fu ricostruita durante la dinastia Tang. Fu di nuovo scelta come capitale con il nome di Jinling durante la breve dinastia Tang meridionale (937–975), che successe a Wu. Le industrie tessili di Jiankang fiorirono durante la dinastia Song, nonostante le ripetute invasioni dal nord. I mongoli, occupatori della Cina, consolidarono lo status di grande centro produttivo di tessuti sotto la dinastia Yuan.

### Capitale dei Ming

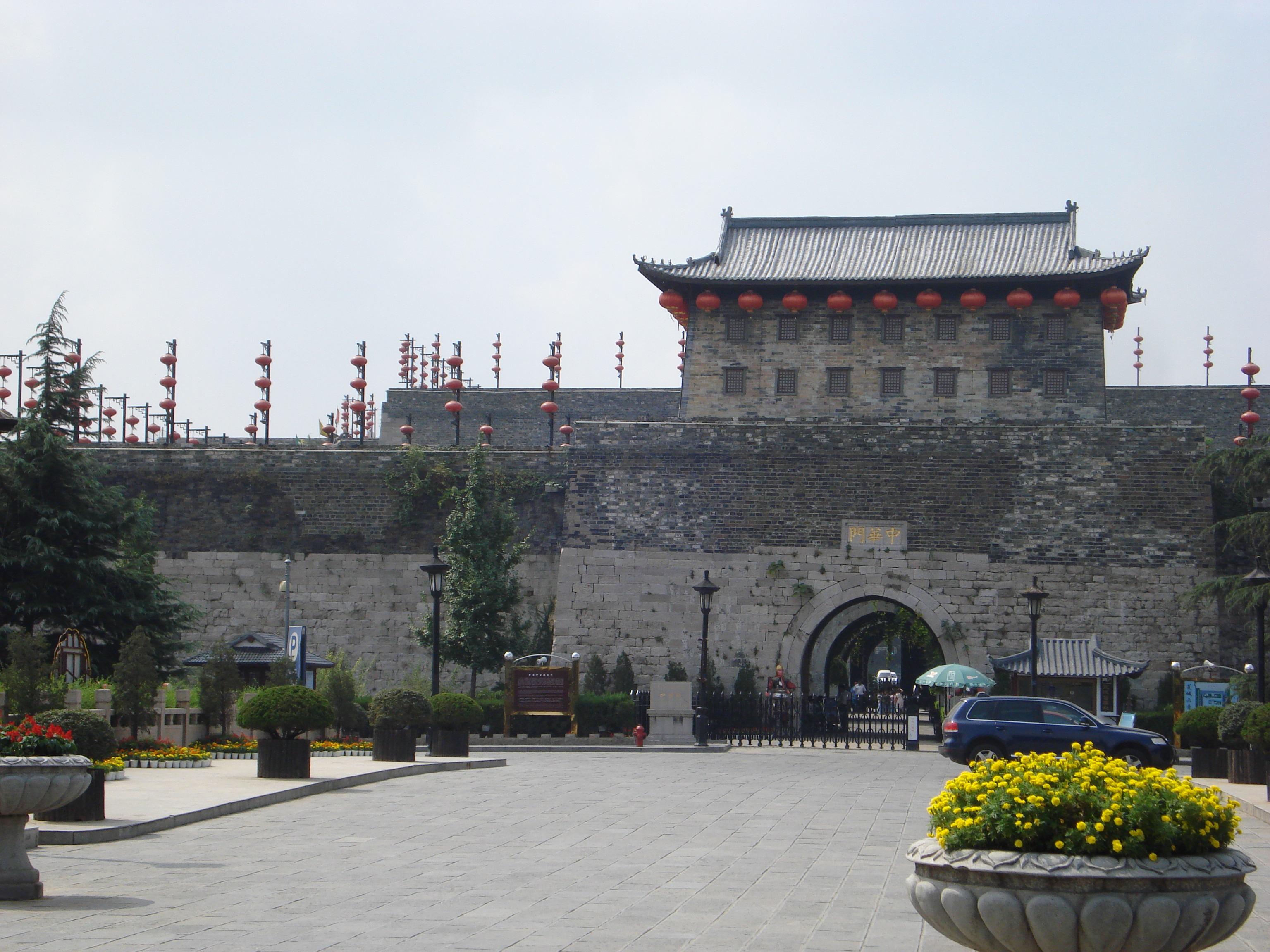
La Porta Zhonghua è l'entrata meridionale delle mura di Nanchino. Le mura cittadine furono costruite nel XIV secolo e sono le più lunghe del mondo con i loro 48 km.

Zhu Yuanzhang, primo imperatore della dinastia Ming, dopo aver cacciato la dinastia Yuan, ricostruì la città e la fece capitale della dinastia nel 1368 inauguarandovi il palazzo dinastico. Costruì anche la più grande cinta muraria del mondo per il periodo. Occorsero 200.000 lavoratori e 21 anni per finire il progetto. Le mura cittadine di Nanchino furono principalmente costruite in questo periodo e sono le più antiche mura cittadine esistenti.
Nanchino rimase la capitale dell'Impero Ming fino al 1421, quando il terzo imperatore della dinastia, Zhu Di, spostò la capitale a Pechino. Nanchino fu probabilmente la più grande città del mondo tra il 1358 e il 1425 con 487.000 abitanti nel 1400.
All'interno delle mura, altre famose strutture dell'era Ming furono il mausoleo Ming Xiaoling e la torre di porcellana, anche se la seconda fu distrutta dai taiping nel XIX secolo.
Un monumento costato enormemente in costi umani fu la cava di Yangshan, 10 km a est dal Ming Xiaoling, dove una gigantesca stele, eretta su ordine dell'imperatore Yongle, giace abbandonata, poiché la tecnologia di 600 anni fa non era in grado né muoverla, né di ereggerla.
Centro dell'impero, Nanchino aveva connessioni con tutto il mondo: è da qui che l'ammiraglio Zheng He salpò verso gli oceani Indiano e Pacifico, e fu qui che arrivarono dignitari stranieri come il sultano del Brunei Abdul Majid Hassan, che morì nel 1408, durante la sua visita in Cina. Nel 1958 venne scoperto nel distretto di Yuhautai, a sud delle mura, il cimitero del sultano, con la sua camera di sepoltura e una stele tartaruga. Nello stesso anno il cimitero venne restaurato. Le mura di Nanchino con il loro percorso di 48 km, sono la cinta urbana antica più lunga e meglio conservata al mondo.

### Periodo Qing
Due secoli dopo lo spostamento della capitale a Pechino, Nanchino, un'altra volta era destinata a diventare capitale dei Ming. Infatti, dopo la caduta di Pechino per mano sia dei ribelli di Li Zicheng che dell'invasione dei Manciù, fondatori della dinastia Qing, e il suicidio dell'ultimo "vero" imperatore Ming, Zhu Youjian, nell'estate 1644, il principe Ming Zhu Yousong fu incoronato a Nanchino nel giugno 1644. Il suo breve regno fu riportato dagli storici come dinastia Ming meridionale.
La durata del suo regno, comunque, fu molto più breve della durata del regno del suo antenato, Zhu Yuanzhang, vissuto tre secoli prima. Il suo regno, segnato da contrasti interni, non riuscì ad opporre resistenza all'esercito manciù, quando gli invasori, guidati dal principe Dodo conquistarono, solo un anno più tardi, Jiangnan. Il giorno dopo la resa di Yangzhou ai manciù, nel maggio 1645, l'imperatore abbandonò Nanchino, e il palazzo imperiale fu saccheggiato dai residenti locali. Il 6 giugno, le truppe di Dodo arrivarono a Nanchino, il comandante della guarnigione cittadina, Zhao di Xincheng, si arrese prontamente a loro. I manciù ordinarono a tutti gli abitanti maschi di tagliare i loro capelli alla maniera manciù, arruolarono un gran numero di abitanti nelle bandiere, e distrussero il palazzo imperiale, ma comunque la città fu risparmiata dai massacri e dalle devastazioni subite da Yangzhou.
Sotto la dinastia Qing (1644–1911), l'area di Nanchino fu conosciuta come Jiangning e fu la sede del governo del viceré di Liangjiang. Fu visitata dagli imperatori Kangxi e Qianlong varie volte durante i loro viaggi nelle provincie meridionali. Nanchino fu invasa da truppe britanniche durante la guerra dell'oppio, conclusa con il trattato di Nanchino nel 1842.
Capitale del breve regno Taiping nella metà del XIX secolo, durante il quale Nanchino fu conosciuta come Tianjing, "capitale celestiale" o "capitale del cielo". Sia i viceré Qing che il re Taiping risiedevano in quello che più tardi sarà conosciuto come palazzo presidenziale. Quando i Qing sotto Zeng Guofan ripresero la città nel 1864, ci fu un vero e proprio massacro quando circa 100.000 persone dovettero scegliere tra suicidarsi o fuggire.

### Capitale della repubblica

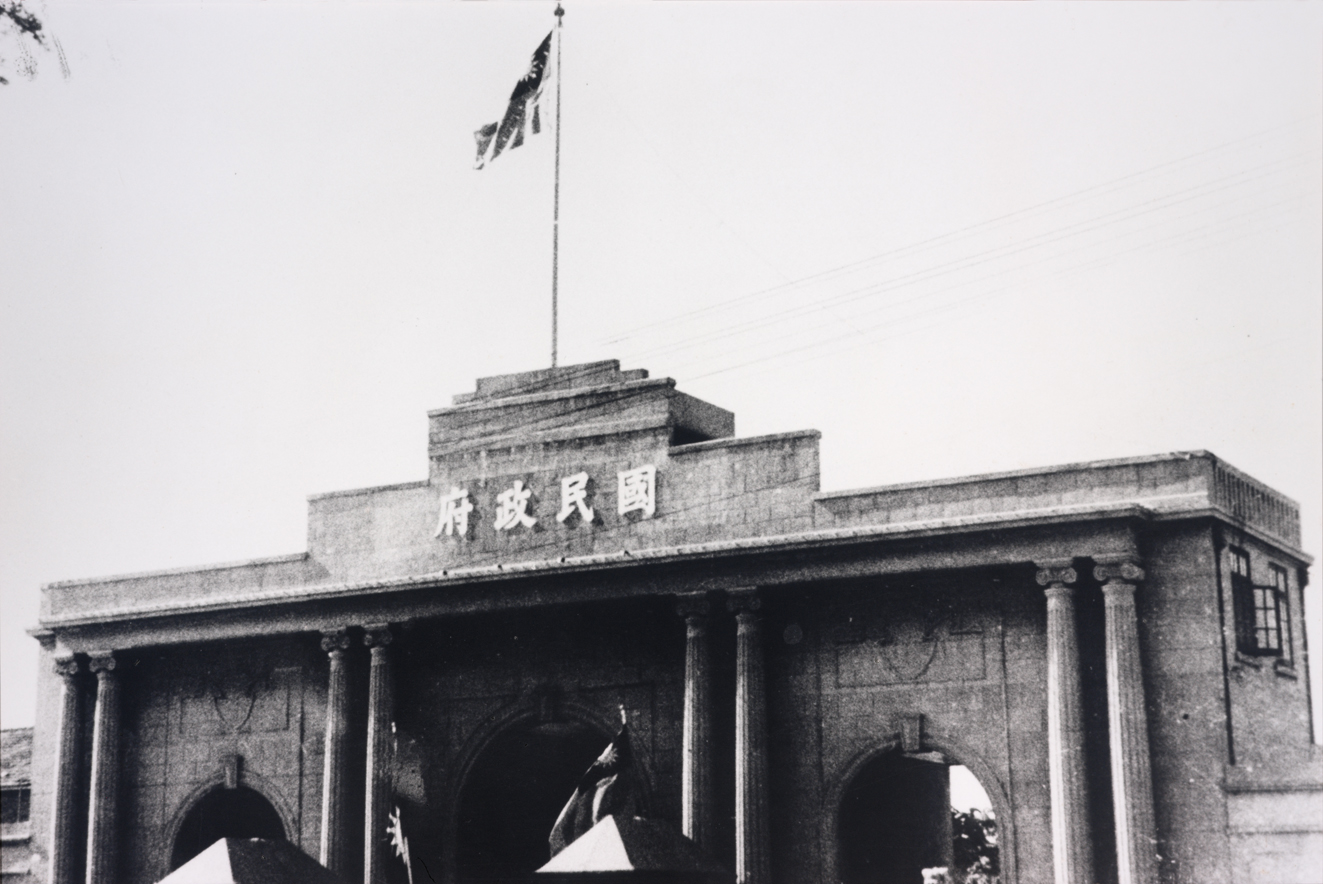
Il governo nazionale della Repubblica di Cina a Nanchino nel 1927.

Nel gennaio 1912 la rivoluzione Xinhai diede avvio alla Repubblica di Cina, con Sun Yat-sen come primo presidente provvisorio. Il comitato rivoluzionario scelse Nanchino come nuova capitale. Tuttavia la dinastia Qing controllava ancora le province del nord, così i rivoluzionari chiesero al generale Yuan Shikai, capo del Corpo d'armata del Pei-yang, di rimpiazzare Sun come presidente in cambio dell'abdicazione dell'imperatore. Yuan chiese che la capitale rimanesse Pechino.
Nel 1927 Chiang Kai-shek, leader del Kuomintang, stabilì nuovamente Nanchino come capitale della Repubblica di Cina durante la Spedizione del Nord. La sua decisione fu riconosciuta internazionalmente dopo la presa di Pechino nel 1928. Il decennio successivo fu conosciuto come decennio di Nanchino.
Nel 1937 il Giappone invase la Cina, dando così inizio alla seconda guerra sino-giapponese. Le loro truppe occuparono Nanchino nel dicembre 1937, attuando un terribile massacro. Il numero totale di morti, inclusi quelli conteggiati dal tribunale militare internazionale per l'Estremo Oriente e dal tribunale per i crimini di guerra di Nanchino, fu all'incirca tra le 300.000 e le 350.000 persone. Il monumento al massacro di Nanchino fu ricostruito nel 1985 per ricordare l'evento.
Pochi giorni dopo la caduta della città, il governo nazionale cinese si trasferì nella città di Chungking, riunendo tutta la resistenza cinese. Nel 1940 venne istituito un governo collaborazionista, noto come repubblica di Nanchino o repubblica nazionale di Cina, guidato da Wang Jingwei, rivale del governo di Chiang Kai-shek a Chongqing. Nel 1946, dopo la resa del Giappone, il Kuomintang riportò la capitale a Nanchino.

### Repubblica Popolare Cinese
Il 23 aprile 1949 l'Esercito Popolare di Liberazione occupò Nanchino. Dopo la nascita della Repubblica Popolare Cinese in ottobre, Nanchino fu inizialmente una municipalità, ma divenne presto, e rimase, la capitale della provincia dello Jiangsu.
Dal dicembre 1988 al gennaio 1989, tensioni con studenti africani condussero alle proteste anti-africane di Nanchino.

## Monumenti e luoghi d'interesse

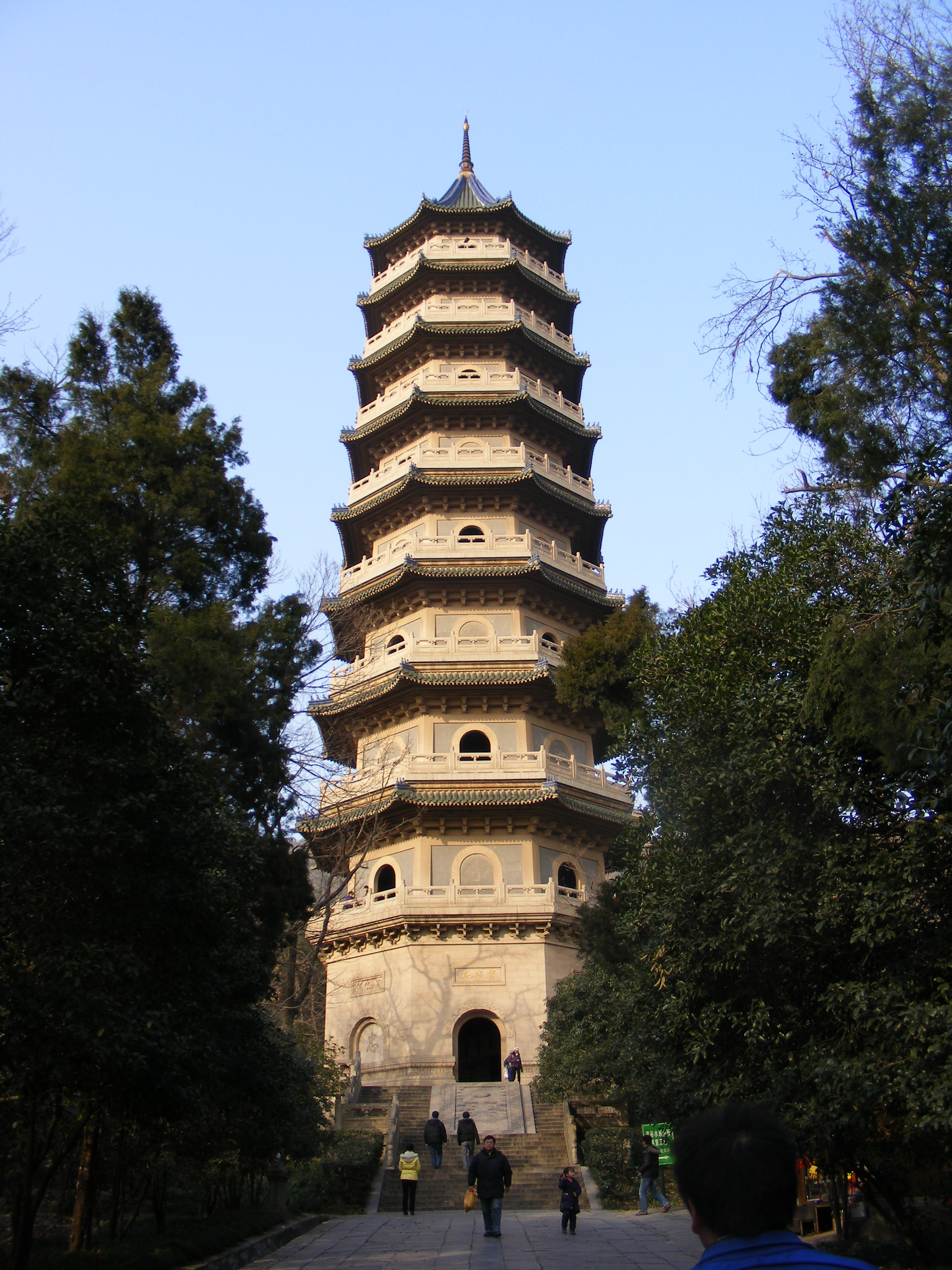
La pagoda del Tempio della Valle degli Spiriti.

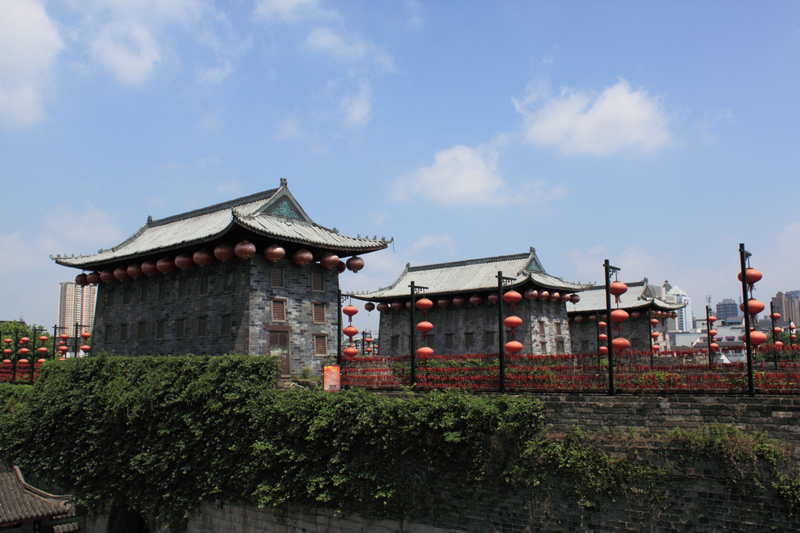
Il complesso della Porta Zhonghua

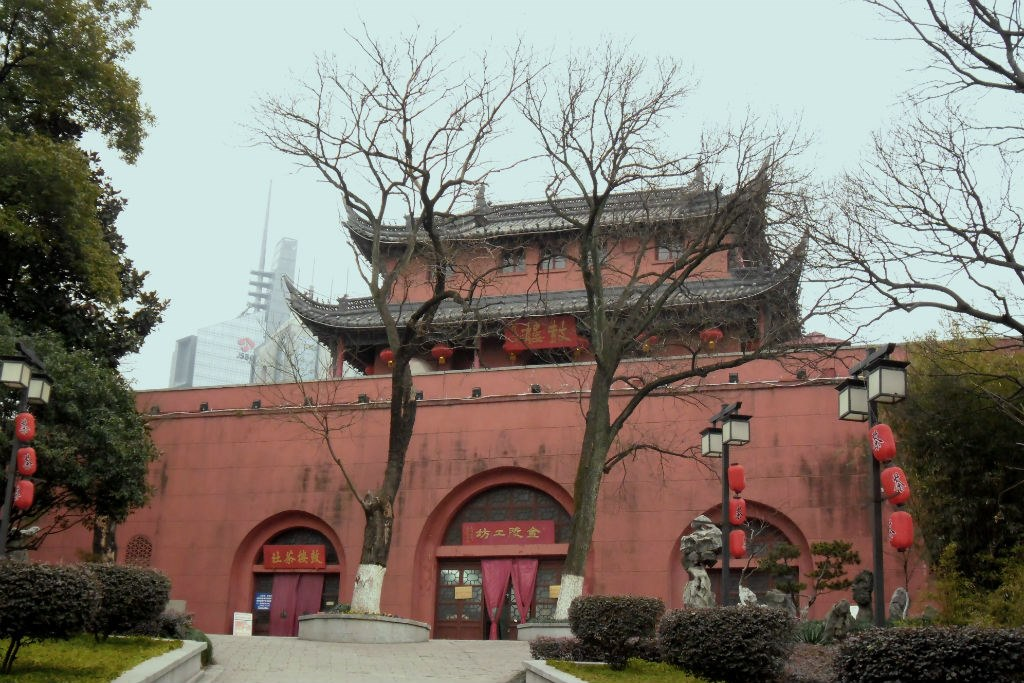
La Torre del Tamburo.

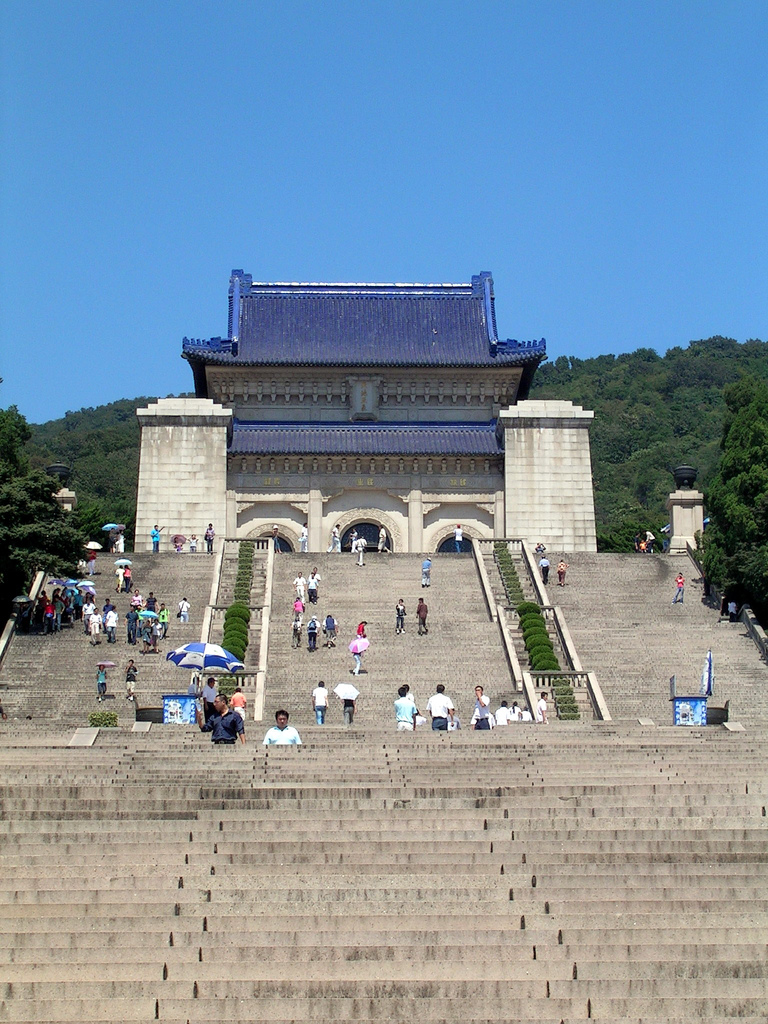
Mausoleo di Sun Yat-sen

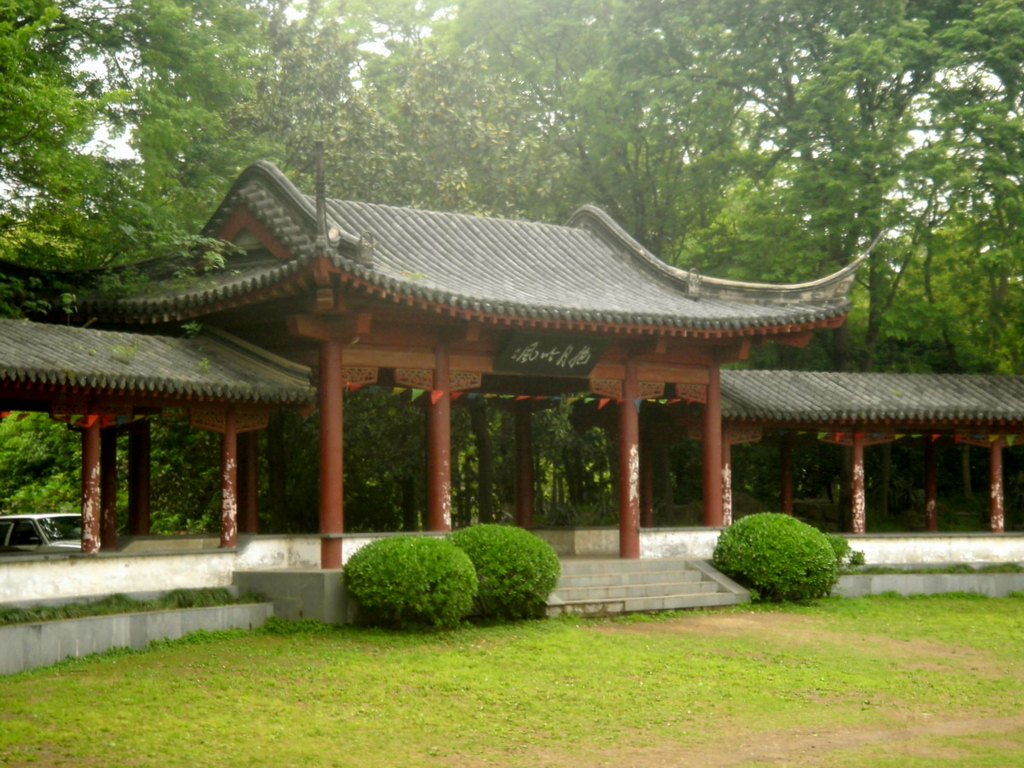
Edifici sul lago Mochou

Nanchino è una delle più belle città cinesi, dotata di grandi parchi, laghi, colline e grandiosi monumenti, che attraggono migliaia di turisti all'anno.

### Periodo imperiale
- Palazzo Ming, antica residenza imperiale eretta fra il 1367 e il 1375. Abbandonato nel XV secolo, quando la capitale fu trasferita a Pechino, oggi ne restano le vestigia.
- Mura di Nanchino, erette a partire dal 1381, hanno un perimetro di oltre 33 km e un'altezza di 14 m. Sono le più grandi mura civiche della Cina.
- Tempio della Valle degli Spiriti (Línggǔ-sì), del 1381
- Torre del Tamburo, del 1382
- Mausoleo Ming Xiao, voluto dall'imperatore Hongwu, fondatore della Dinastia Ming, venne costruito fra il 1379 e il 1405. Accoglie anche le spoglie dell'imperatrice Xiaoci, è una delle gigantesche necropoli imperiali cinesi. Dal 2003 è stato aggiunto alla lista delle Tombe imperiali delle dinastie Ming e Qing, iscritta al Patrimonio dell'umanità dell'UNESCO.
- Mausoleo di Sun Yat-sen
- Palazzo Chaotian
- Tempio di Confucio
- Torre della Campana
- Beiji Ge
- Jiangnan Gongyuan
- Tempio Jiming
- Tempio Jinghai
- Porta Zhonghua
- Tempio Qixia
- Mausolei dei Tang Meridionali
- La città di pietra
- La pagoda di porcellana (o torre di porcellana)
- Yuejiang Lou
- Giardino Xu
- Cava di Yangshan
- Giardino Zhan Yuan

### Periodo della Repubblica di Cina
- Hotel Centrale
- Stadio Centrale
- Banca delle Comunicazioni Cinese
- Teatro di Dahua
- Ambasciate Straniere a Gu Lou
- Istituto di Huiwen
- Galleria d'arte di Jiangsu
- Lizhi She
- Ospedale di Macklin
- Sala commemorativa del massacro di Nanchino
- Complesso museale di Nanchino
- Complesso residenziale dei funzionari
- Palazzo Presidenziale di Nanchino
- Osservatorio del Monte Viola
- Chiesa di San Paolo
- Academia Sinica
- Università Centrale
- Università di Jinling
- Yangzi Hotel
- Mausoleo di Sun Yat-sen
- Museo di Nanchino

### Periodo contemporaneo
- Jinling Hotel
- Ponte di Nanchino
- Monumento alla vittoria
- Porto di Nanchino
- Nanjing International Youth Cultural Centre
- Golden Eagle Square Plaza

### Parchi e giardini

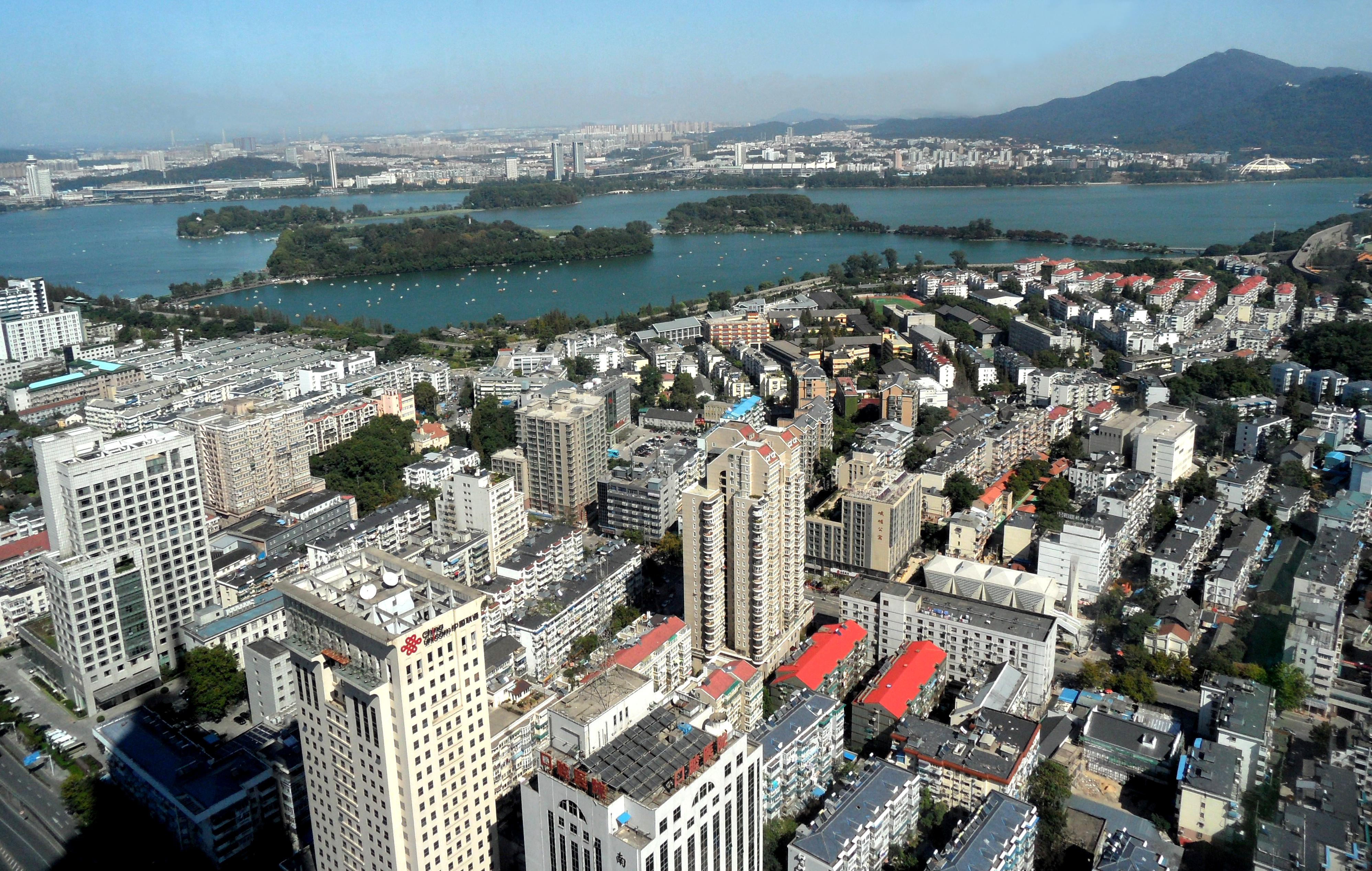
La Montagna Purpurea vista da Nanchino, oltre il Lago del Guerriero Nero.

- Parco del Lago del Guerriero Nero, Xuan Wu-hu
- Montagna Purpurea, Zĭjīnshān, o Zhōng shān
- Osservatorio della Montagna Purpurea
- Giardino botanico della Montagna Purpurea
- Zoo di Nanchino

### Altri luoghi d'interesse
- Tangshan Hot Spring
- Isolotto di Jiangxin
- Pietra tombale di Yangshan

## Amministrazione
Il nome completo dell'amministrazione di Nanchino è "Governo popolare della città di Nanchino". La città è sotto la guida del Partito Comunista Cinese, con il commissario politico di Nanchino come governatore de facto della città, ed il sindaco come capo esecutivo dell'amministrazione.
Nanchino è divisa in tredici città-contea, di cui 11 sono distretti, e due sono contee. I distretti rappresentano le aree urbane di Nanchino, mentre con le contee si identificano le aree rurali amministrate direttamente dalla città.

### Gemellaggi
- Alsazia[26][27][28]
- Barranquilla
- Belo Horizonte
- Bloemfontein
- Daejeon
- Dallas
- Eindhoven
- Firenze
- Hauts-de-Seine
- Lipsia
- Limassol
- London
- Malacca
- Mexicali
- Nagoya
- Perth
- St. Louis
- Sunderland

## Geografia antropica

### Suddivisioni amministrative
La città sub-provinciale di Nanchino ha il controllo diretto su 11 distretti (qu) e 2 contee (xian):
| Mappa              | Suddivisione | Hanzi |
| ------------------ | ------------ | ----- |
| Nucleo della città |              |       |
| ■ Xuanwu-qu        | 玄武区       |       |
| ■ Baixia-qu        | 白下区       |       |
| ■ Qinhuai-qu       | 秦淮区       |       |
| ■ Jianye-qu        | 建邺区       |       |
| ■ Xiaguan-qu       | 下关区       |       |
| ■ Gulou-qu         | 鼓楼区       |       |
| ■ Yuhuatai-qu      | 雨花台区     |       |
| ■ Qixia-qu         | 栖霞区       |       |
| Area rurale        |              |       |
| ■ Jiangning-qu     | 江宁区       |       |
| ■ Pukou-qu         | 浦口区       |       |
| ■ Luhe-qu          | 六合区       |       |
| ■ Lishui-xian      | 溧水县       |       |
| ■ Gaochun-xian     | 高淳县       |       |

La divisione corrente della città potrebbe cambiare in futuro.

## Società

### Evoluzione demografica
Secondo il sesto censimento cinese del 2010, la popolazione della città di Nanchino è di 8 milioni di abitanti. Nel 2008 erano circa 7,7 milioni. Il tasso di natalità è dell'8,86% e il tasso di mortalità è del 6,88%. L'area urbana ha una popolazione di 5,5 milioni di abitanti.
Come nella maggior parte della Cina orientale il gruppo etnico predominante a Nanchino sono gli han (98,56 %), insieme ad altre 50 etnie. Nel 1999 77.394 tra gli abitanti appartenevano ad una minoranza, tra le quali la più numerosa (64.832) erano gli hui, costituendo l'83,76% delle minoranze. La seconda e la terza minoranza per numero sono i manciù (2.311) e gli zhuang (533). La maggior parte delle minoranze risiedono nel distretto di Jianye, costituendo il 9,13% della popolazione del distretto. Nel 2010 il rapporto sessuale era di 107,31 maschi ogni 100 femmine.

## Economia

### Sviluppo nella storia
Sin dal periodo dei tre regni, in virtù della sua posizione geografica, Nanchino fu un importante centro dell'industria tessile e mineraria. Durante la Dinastia Ming le fabbriche di Nanchino erano in continua espansione, rendendo la città una delle più ricche città della Cina e del mondo. In quel periodo storico era la città leader nei settori del tessile, della stampa, della cantieristica e in molti altri, di fatto il più grande centro di commercio dell'Asia orientale.
Verso la prima metà del XX secolo a Nanchino ebbe luogo una grande trasformazione: da centro di produzione, divenne centro consumistico, soprattutto grazie al grande aumento del PIL pro capite. Furono aperti numerosi centri commerciali, come lo Zhongyang Shangchang, che attrassero commercianti da tutto il paese giunti a Nanchino per vendere i loro prodotti. Nel 1933 i guadagni generati dalle industrie del cibo e dell'intrattenimento superarono quelli dell'artigianato e dell'agricoltura. Un terzo della popolazione cittadina lavorava nel settore terziario, mentre prostituzione, consumo di droga e furti erano in costante aumento.
Nel 1950, il governo stanziò grandi capitali per la costruzione di industrie pesanti, come parte del grande piano nazionale in rapida industrializzazione. In seguito vennero costruite fabbriche di prodotti elettronici, meccanici, chimici e della fabbricazione dell'acciaio, trasformando Nanchino in un grande centro industriale della Cina orientale.

### Dal 1950
La situazione riflette quella del 1960, con fabbriche di prodotti elettronici, di auto, di prodotti petrolchimici e della produzione di ferro e acciaio, definiti dalla politica, i "cinque pilastri dell'industria". Alcune importanti aziende statali con sede a Nanchino, sono la Panda Electronics, la Jincheng Motors e la Nanjing Steel. Il settore terziario acquisisce sempre più importanza, costituendo ormai il 44% del PIL cittadino. Nella città sono sempre più in crescita gli investimenti delle multinazionali straniere, come la Volkswagen, la Iveco, la A.O. Smith, e la Sharp. In seguito all'entrata della Cina nell'Organizzazione mondiale del commercio, l'interesse estero alla città crebbe tra gli investitori: mediamente, ogni giorno venivano aperte due nuove fabbriche straniere.
L'amministrazione cittadina cercò di stimolare ad investire nella città attraverso la costruzione di quattro grandi zone industriali, Gaoxin, Xingang, Huagong e Jiangning. Malgrado gli sforzi, il PIL cittadino è inferiore a quello di città vicine come Suzhou, Wuxi e Hangzhou, dotate di grandi capacità di attrarre investimenti stranieri. Inoltre le tradizionali imprese statali si stanno dimostrando incapaci di competere con le molto più efficienti multinazionali, e costrette a scegliere tra la bancarotta o la privatizzazione. Questo sta causando l'aumento dei lavoratori in nero, tecnicamente non assunti ma lo stesso attivi.
Negli ultimi anni Nanchino ha sostenuto lo sviluppo di diversi settori economici, industria, commercio e urbanistica. Nel 2010 il PIL cittadino era di 501 miliardi di RMB (3º nello Jiangsu), e il PIL pro capite era di 65.490 RMB, con un incremento del 13% dal 2009. Il guadagno medio di un cittadino urbano era di 28.312 RMB, mentre quello di un abitante della campagna era di 11.050 RMB. Il tasso di disoccupazione era del 3%, inferiore alla media nazionale (4,3%). Il PIL di Nanchino nel 2010 si classificava 14º in Cina.

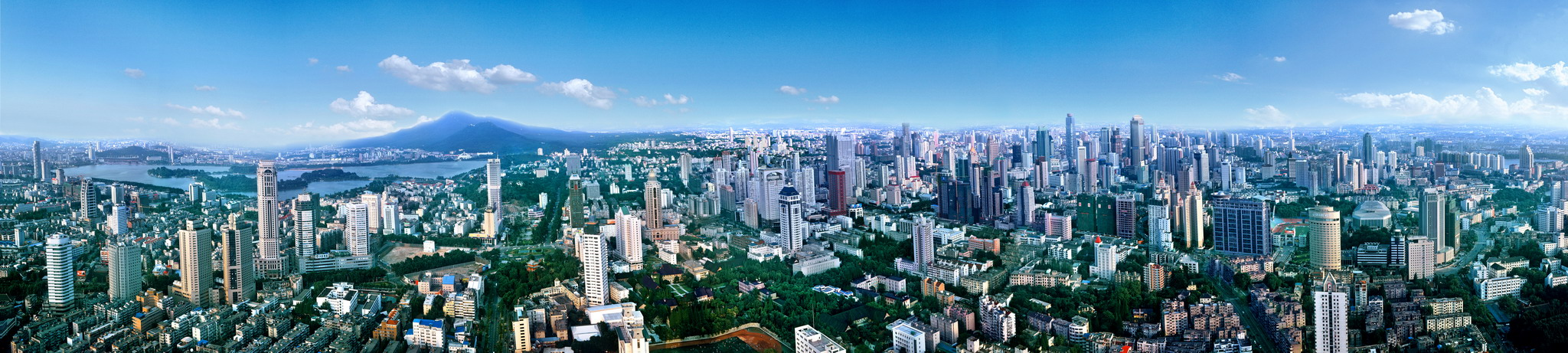
Panorama di Nanchino

## Infrastrutture e trasporti

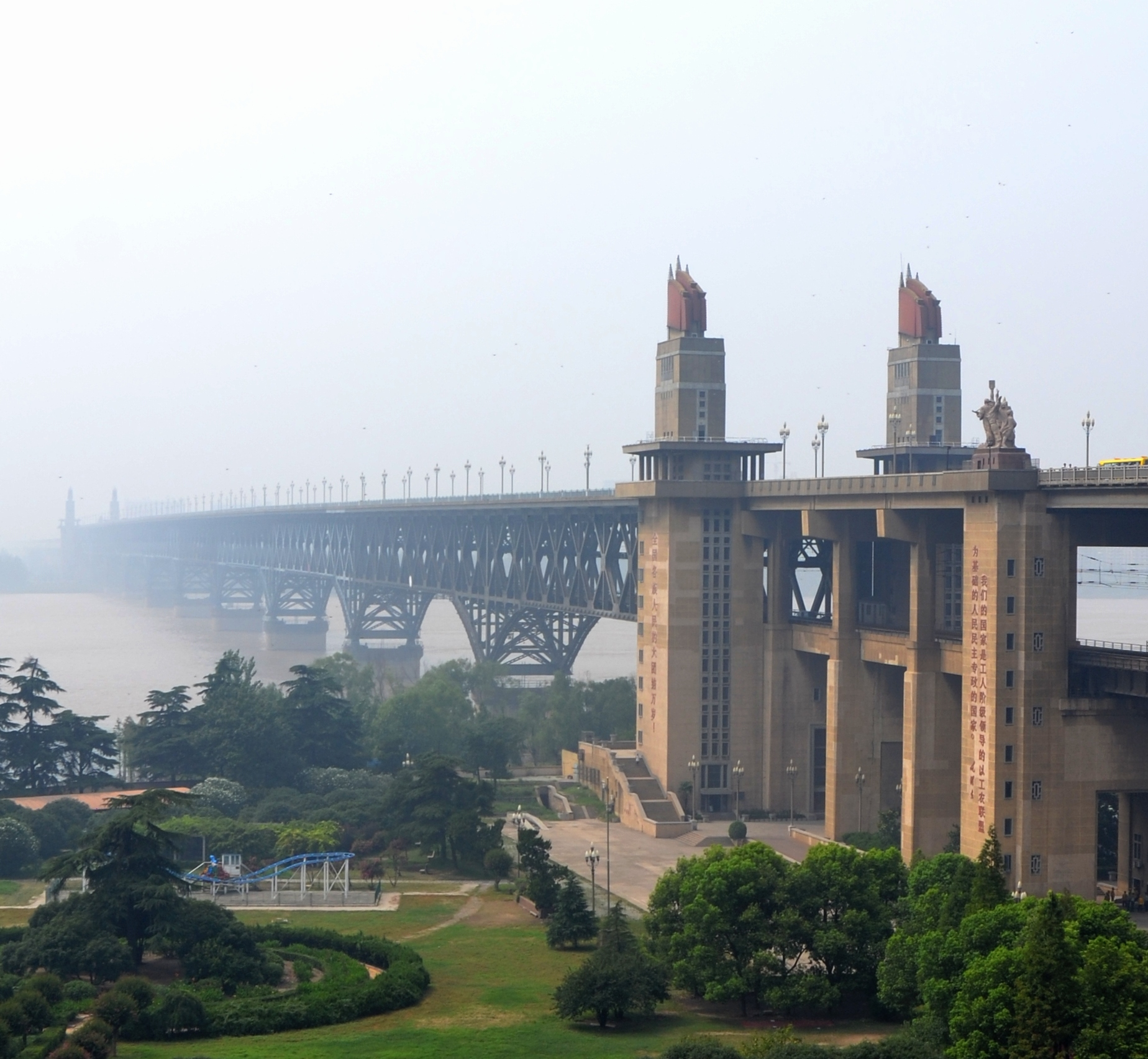
Veduta del ponte di Nanchino. Inaugurato nel 1968, è stato il secondo ponte ad attraversare il Fiume Azzurro dopo il ponte di Wuhan

Nanchino è il centro dei trasporti sia nella Cina orientale che nell'area del Fiume Azzurro. Il sistema di trasporti è molto diversificato, includendo mezzi di terra, acqua e aria. Come nella maggior parte delle città cinesi, i trasporti pubblici sono il mezzo preferito dai cittadini. Come in altre città cinesi, negli ultimi 20 anni anche a Nanchino sono stati costruiti numerosissimi ponti e tunnel che attraversano il Fiume Azzurro. Da monte verso valle essi sono:
- Ponte Dashengguan: inaugurato nel 2010, con i suoi 6 binari è uno dei ponti ferroviari ad arco più grandi al mondo;
- Tunnel della linea 10 della metropolitana: fa parte di un tratto della linea aperta nel 2014;
- Terzo ponte di Nanchino: completato nel 2005, si tratta di uno dei ponti strallati più lunghi al mondo;
- Tunnel di Nanchino: aperto nel 2010 è stato il primo tunnel ad attraversare il Fiume Azzurro
- Secondo tunnel di Nanchino: aperto al traffico nel 2016;
- Ponte di Nanchino (a sinistra): inaugurato in pompa magna nel 1968, è stato il primo ponte della città, il secondo ad attraversare il Fiume Azzurro dopo il ponte di Wuhan;
- Tunnel della linea 3 della metropolitana: aperto al pubblico nel 2015;
- Secondo ponte di Nanchino: imponente ponte strallato finito nel 2001;
- Quarto ponte di Nanchino: terminato nel dicembre 2012, è uno dei più grandi ponti sospesi al mondo;

Attualmente, sono in costruzione altri tre tunnel ed un ponte (il quinto) lungo il Fiume Azzurro.
Inaugurata nel 2005, al 2019 la metropolitana di Nanchino consta di 10 linee per un totale di quasi 380 km di tracciato. Ci sono più di 370 linee di autobus.

## Cultura

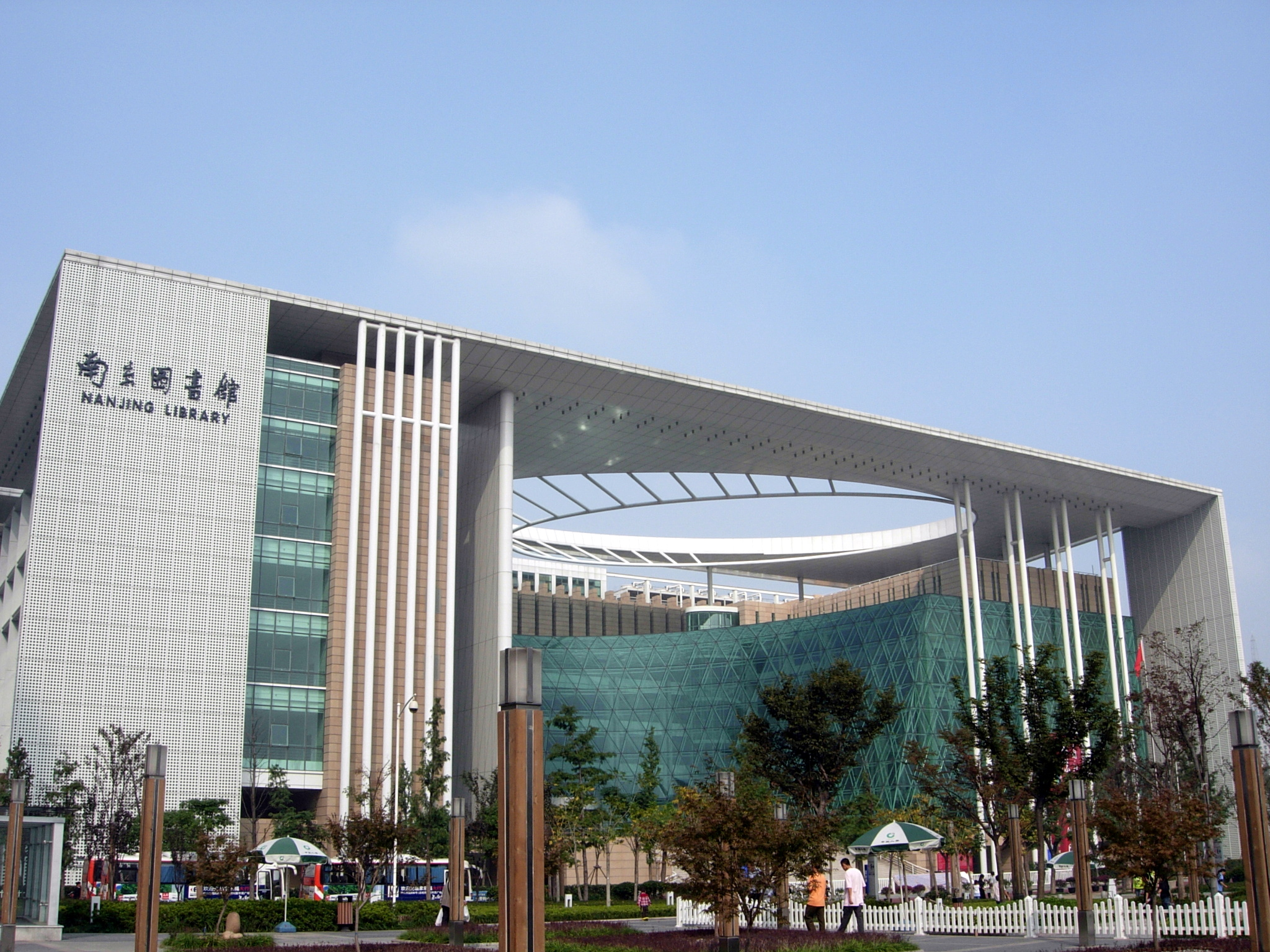
Biblioteca di Nanchino

Essendo una delle quattro antiche capitali della Cina, Nanchino è sempre stata un centro culturale in grado di attirare gli intellettuali da tutto il Paese. Durante le dinastie Tang e Song, fu il centro dove i poeti componevano poesie sulle ricchezze dell'antichità. Durante le dinastie Ming e Qing, nella città si teneva l'esame imperiale dello Jiangnan.
Avendo una lunga tradizione culturale e un grande di numero di strutture educative, Nanchino viene soprannominata "città della cultura".

### Istruzione
Nanchino, fu, per più di 1700 anni, il centro educativo della Cina meridionale. Ecco una lista di alcune tra le istituzioni educative più importanti:

#### Università e collegi nazionali
- Università di Nanchino
- Università del Sud-Est
- Università di Hohai
- Università Agricola di Nanchino
- Università Farmaceutica della Cina
- Università di Aeronautica di Nanchino
- Università della Scienza e della Tecnologia di Nanchino
- Collegio della Polizia Forestale di Nanchino
- Istituto Sportivo di Nanchino

#### Università e collegi militari
- Università della Scienza e della Tecnologia del PLA
- Collegio Politico del PLA di Nanchino
- Collegio per le Relazioni Internazionali del PLA di Nanchino
- Collegio per il Comando Navale del PLA
- Collegio per il Comando dell'Esercito del PLA di Nanchino

#### Università e collegi provinciali
- Università Normale di Nanchino
- Università della Tecnologia di Nanchino
- Università per Stranieri di Nanchino
- Università Medica di Nanchino
- Università di Medicina Tradizionale Cinese di Nanchino
- Università di Economia e Finanza di Nanchino
- Università di Posta e Telecomunicazioni di Nanchino
- Università delle Scienze e delle Tecnologie dell'Informazione
- Istituto Tecnico di Nanchino
- Istituto di Educazione Fisica di Nanchino
- Istituto Artistico di Nanchino
- Università Audit di Nanchino
- Collegio Xiaozhuang di Nanchino
- Istituto Tecnico di Jinling
- Istituto Educativo dello Jiangsu

#### Università e collegi privati
- Collegio di Sanjiang
- Hopkins-Nanjing Center
- Università della Comunicazione della Cina di Nanchino

#### Scuole superiori
- Scuola di Lingue Straniere di Nanchino
- Scuola Superiore affiliata all'Università Normale di Nanchino
- Scuola Superiore di Jinling
- Scuola Superiore No.1 di Nanchino
- Scuola Superiore Zhonghua di Nanchino
- Scuola Superiore No.13 di Nanchino
- Scuola Superiore No.29 di Nanchino
- Scuola Superiore No.9 di Nanchino
- Scuola Superiore No.12 di Nanchino
- Scuola Internazionale di Nanchino
- Scuola Britannica di Nanchino

## Sport

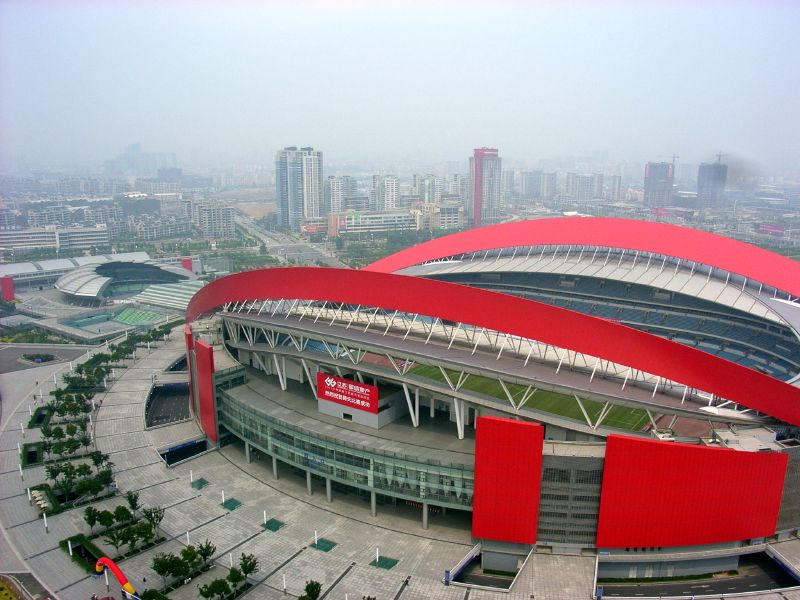
Centro olimpico di Nanchino

Essendo una delle città più grandi, Nanchino dispone di molte squadre sportive professionali. È sede di importanti squadre di calcio, come la ormai estinta Jiangsu Suning che militava nella Chinese Super League. I Jiangsu Nangang Dragons Nanjing sono invece un'importante squadra di basket, tra le più titolate della Cina.